# جيف وليامز (لاعب بوكر)
جيف وليامز (بالإنجليزية: Jeff Williams)‏ هو لاعب بوكر أمريكي، ولد في 14 يوليو 1986 في دنوودي في الولايات المتحدة.